# Eugenia geraensis
Eugenia geraensis är en myrtenväxtart som först beskrevs av Carlos Maria Diego Enrique Legrand och Joáo Rodrigues de Mattos, och fick sitt nu gällande namn av Joáo Rodrigues de Mattos. Eugenia geraensis ingår i släktet Eugenia och familjen myrtenväxter. Inga underarter finns listade i Catalogue of Life.